# 松永隆志
松永 隆志（まつなが りゅうじ）は、中華人民共和国出身で劇団四季に所属する俳優。中国名は劉志（りゅうじ/Liu Zhi）。（過去の劇団四季パンフレットによる）。

## 略歴
2005年8月、『李香蘭』で劇団四季の初舞台を踏む。2006年5月、『キャッツ』のカーバケッティ役でデビュー。2007年11月、タンブルブルータス役デビュー。2009年、『アンデルセン』ではアンサンブルながら華麗なバレソング＆ダンス 55ステップス』東京公演ダンスパートにキャスティング。2011年『オペラ座の怪人』で8枠に抜擢。（劇団四季パンフレットによる。）

## 出演作品
- キャッツ - カーバケッティ、タンブルブルータス役
- 李香蘭
- 異国の丘（2009年）
- ハムレット
- アンデルセン
- オペラ座の怪人